# Acueducto de Louveciennes
El Acueducto de Louveciennes (en francés: Aqueduc de Louveciennes; a veces llamado "Acueducto de Marly") es un acueducto construido en el siglo XVII bajo el reinado de Luis XIV, situado en Louveciennes (ahora en el departamento francés de Yvelines, en el suburbio oeste de París). Se trata de una estructura fuera de servicio, que está catalogada como monumento histórico desde 1953. Era una parte de la red hidráulica a cargo de proveer aguas para el castillo de Marly y los jardines de Versalles desde el río Sena con una gran bomba llamada "la máquina de Marly" (hoy desaparecida). 
El acueducto consta de 36 arcos. Su longitud es de 643 m para una anchura que varía de 2 a 4,4 m y una altura de 10 a 20 metros.  
Fue construido por Jules Hardouin-Mansart y posteriormente por Robert de Cotte desde 1681 hasta 1685. 

## Galería de imágenes

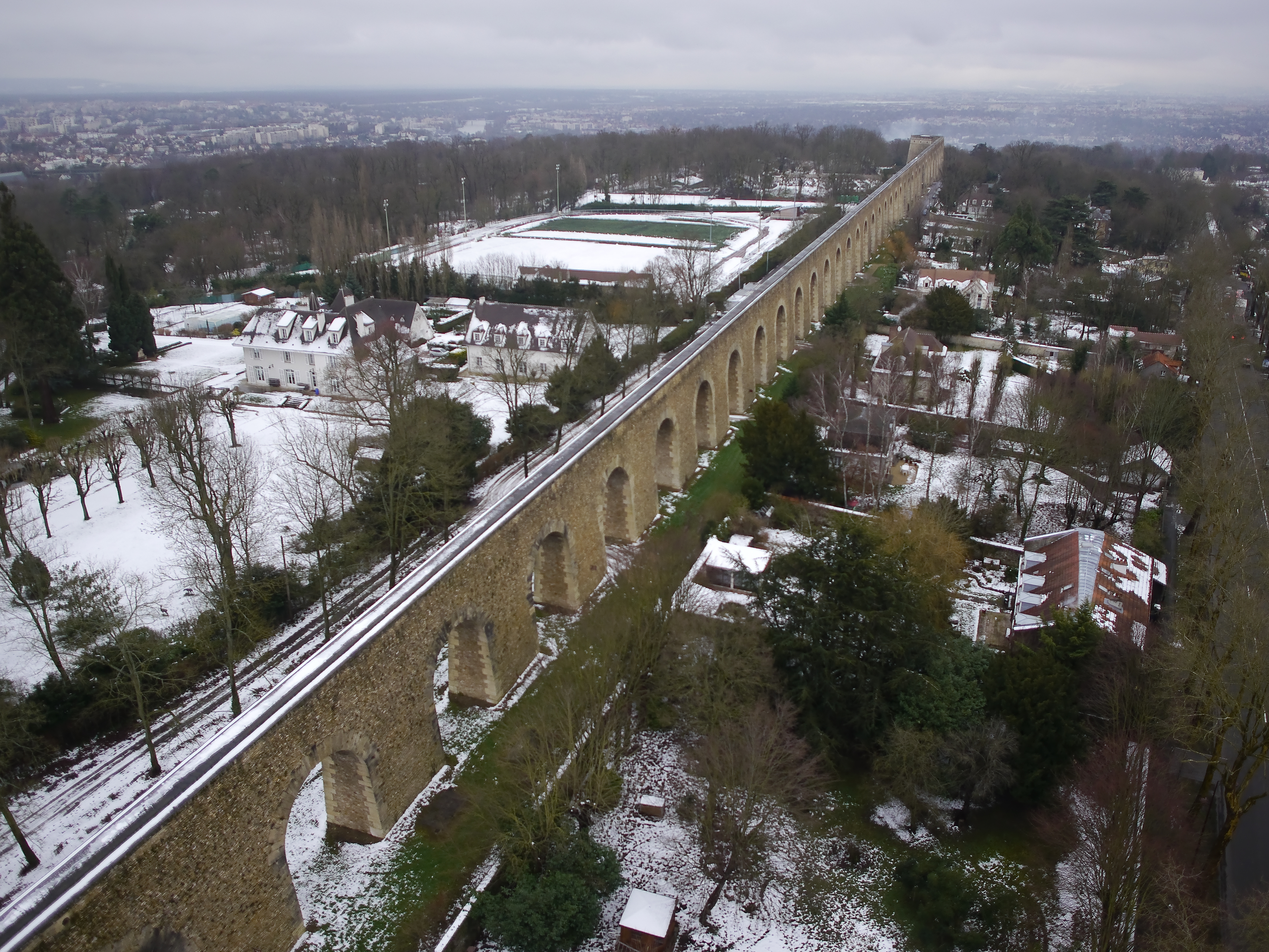
Vista aérea del acueducto, bajo la nieve, hacia la torre de Levante.
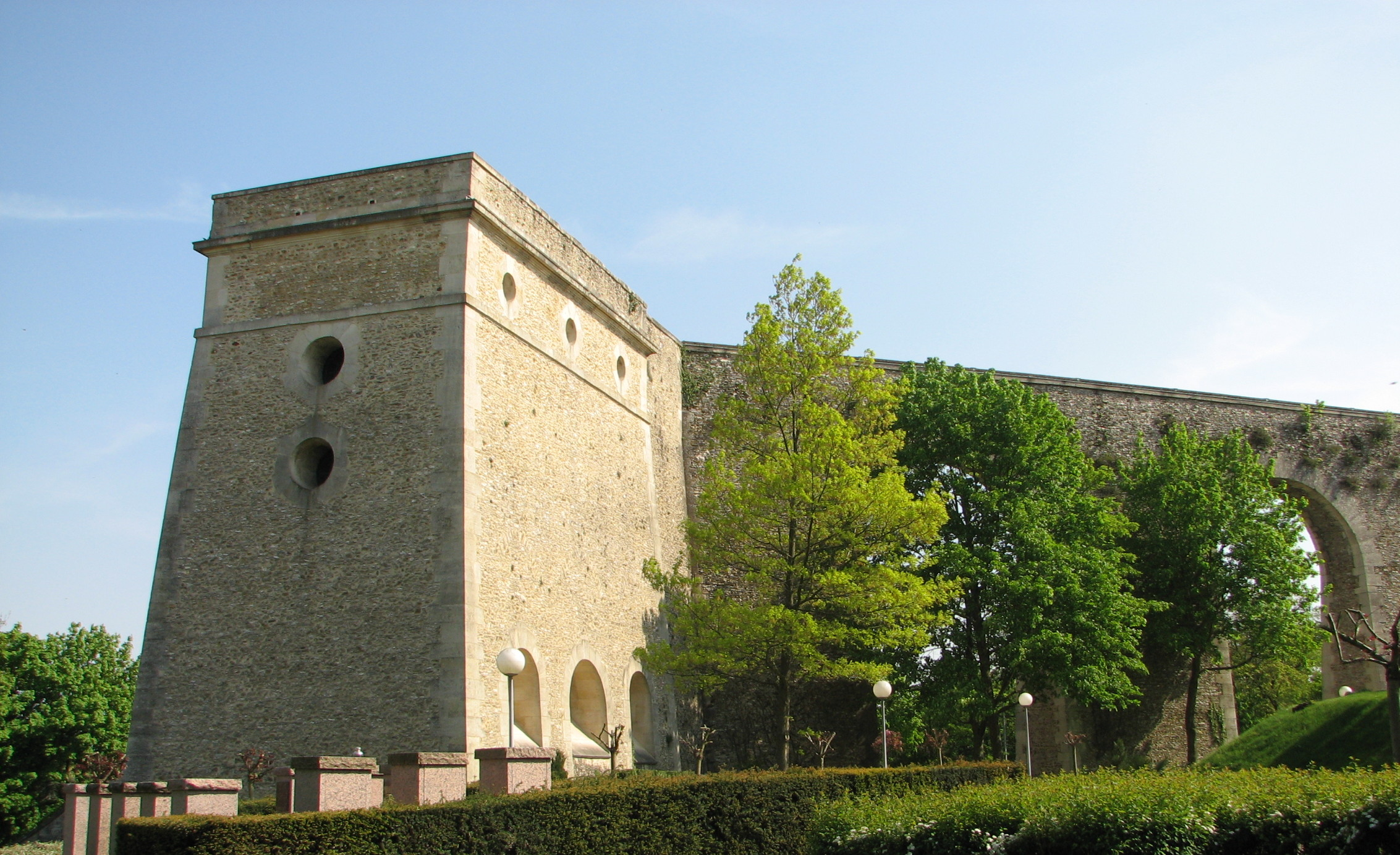
La torre de levante, donde llegaba el agua de la máquina Marly.
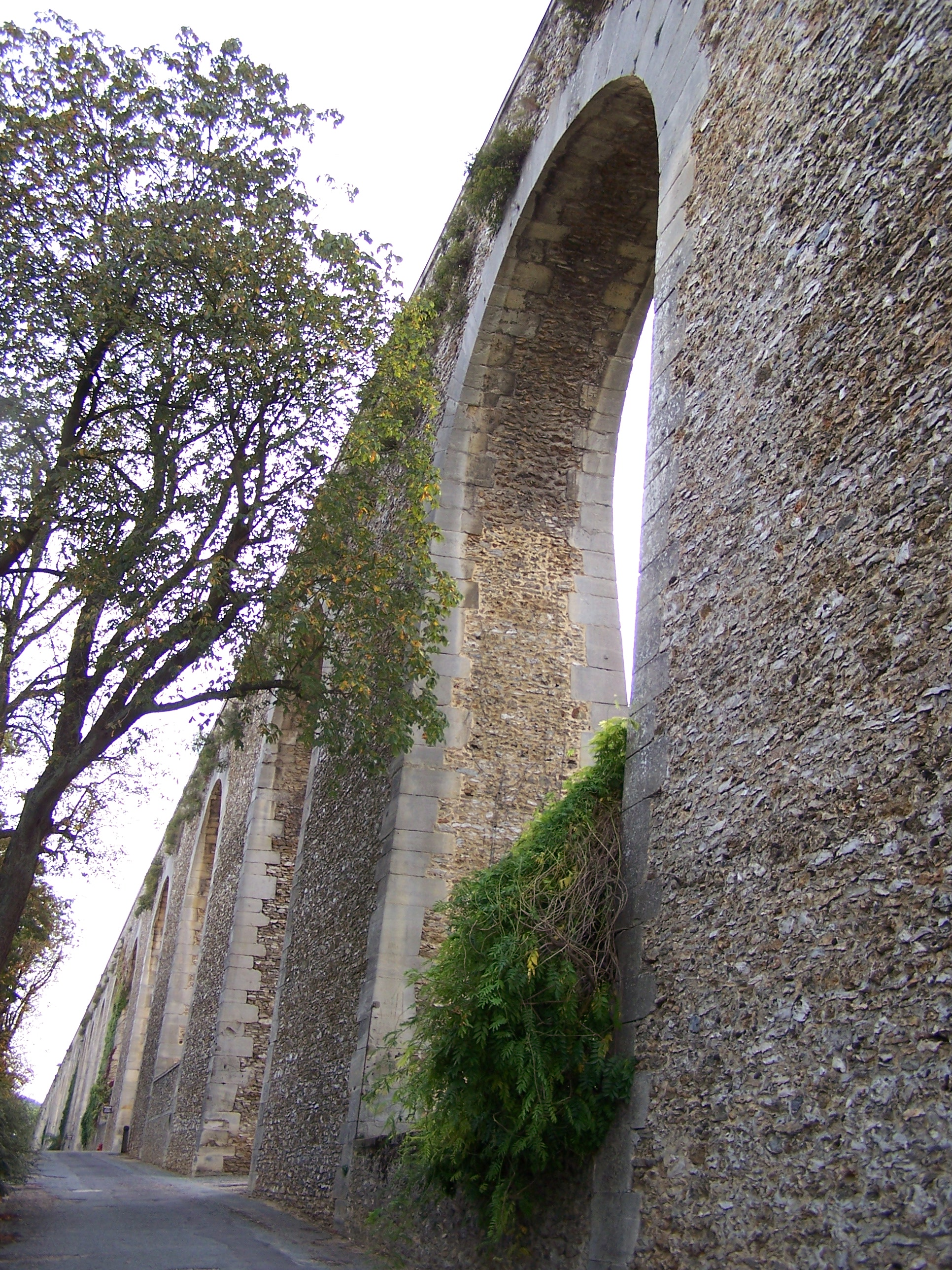
Arcos del lado noreste del acueducto, no lejos de la torre de Levante.
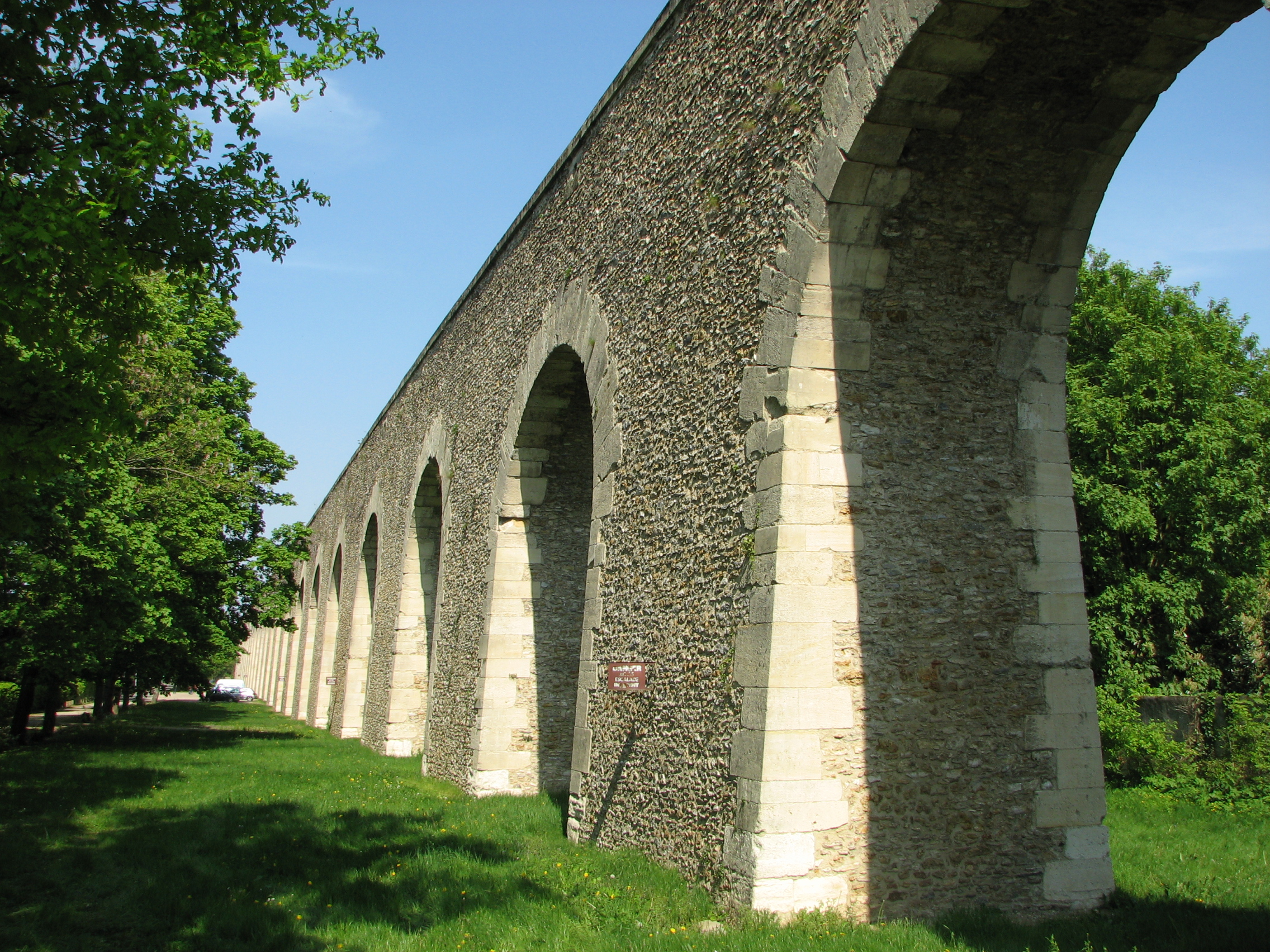
arcos lado sureste, no lejos de la torre de la Malabarista.
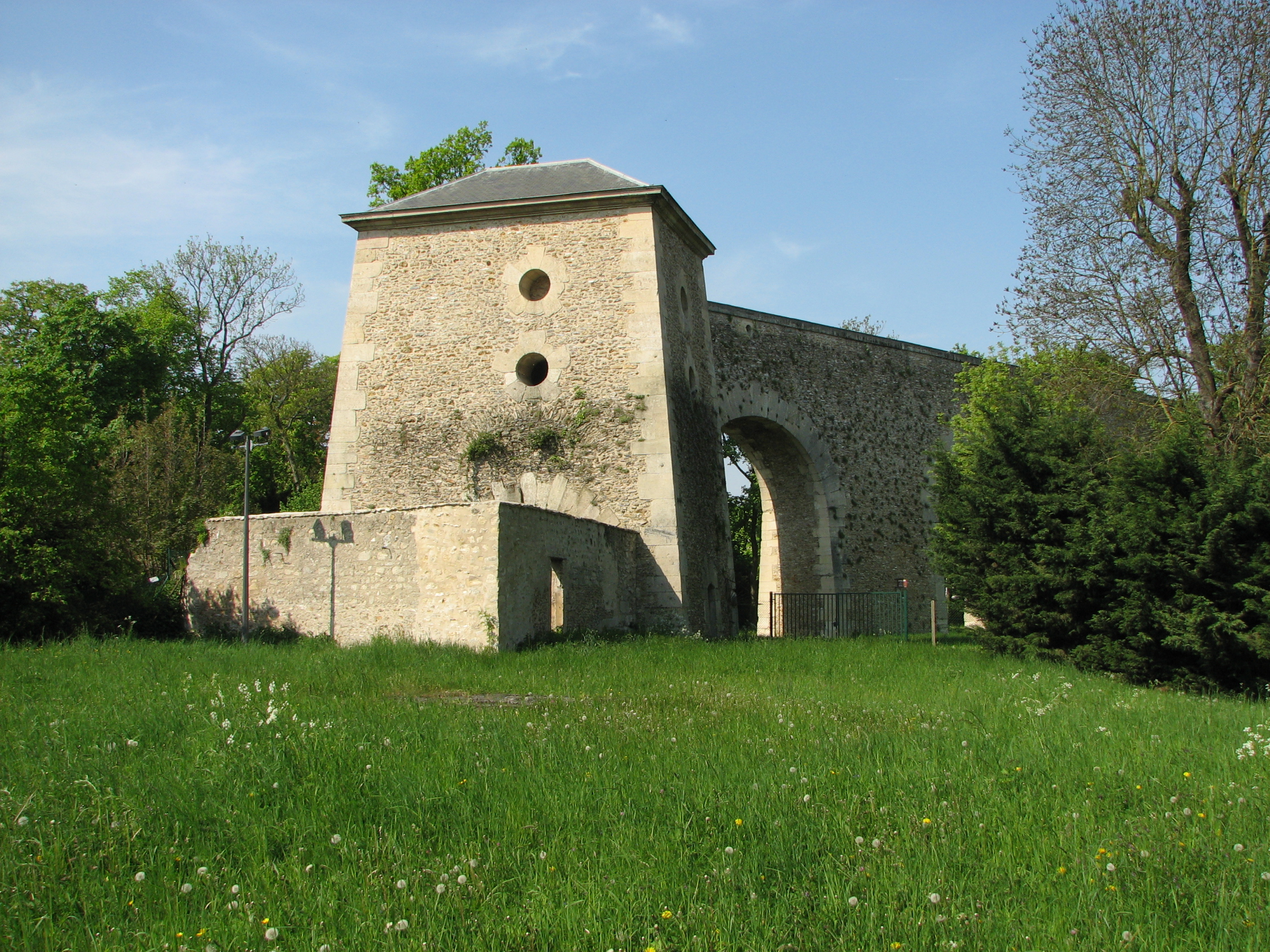
La torre del juglar, en el extremo sur de un sifón para desviar las cuencas de Marly y Louveciennes.
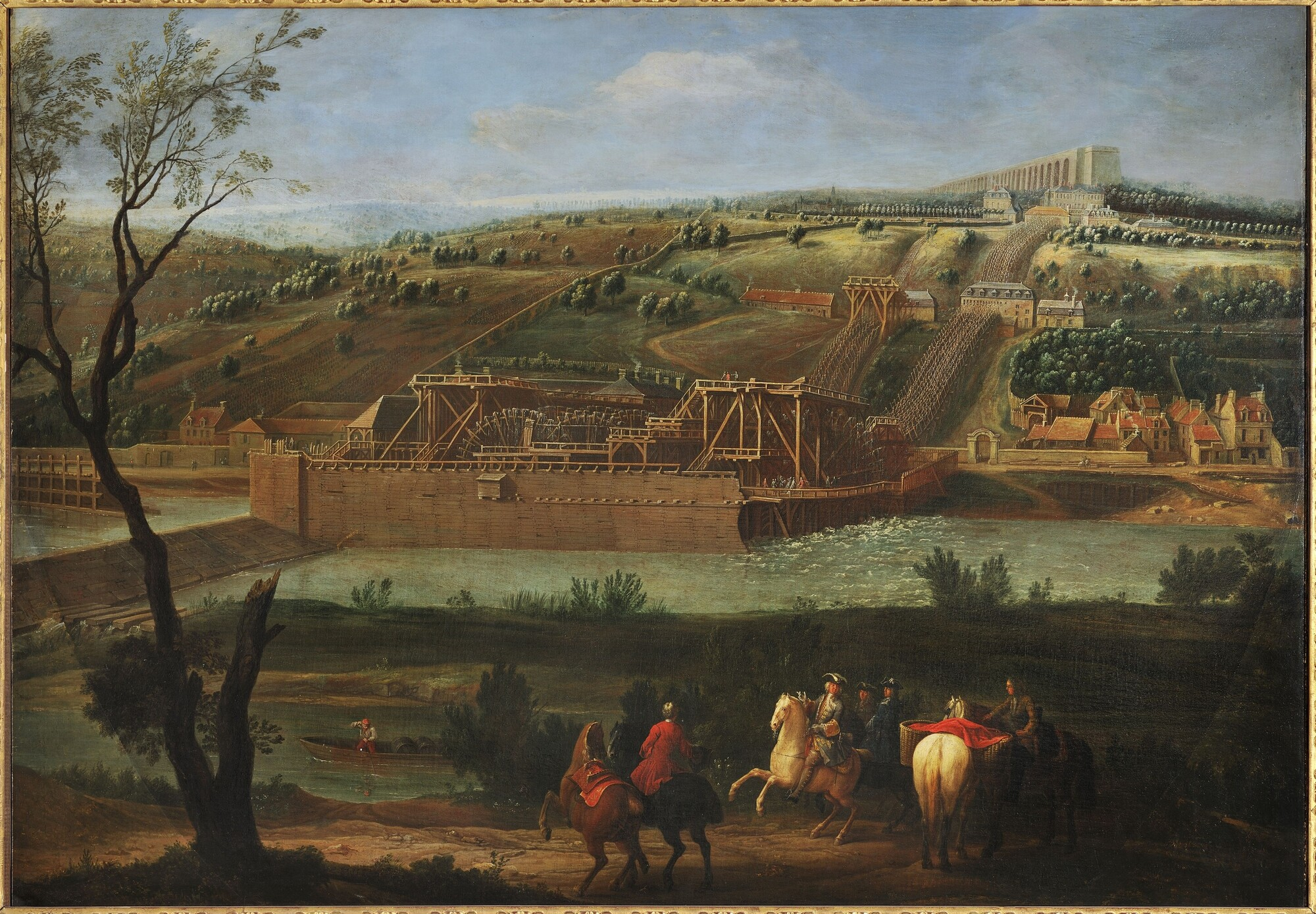
La Máquina de Marly pintada por Pierre-Denis Martin en 1723. Puede ser visto a la derecha en el fondo, el Acueducto de Louveciennes y la torre de Levante.
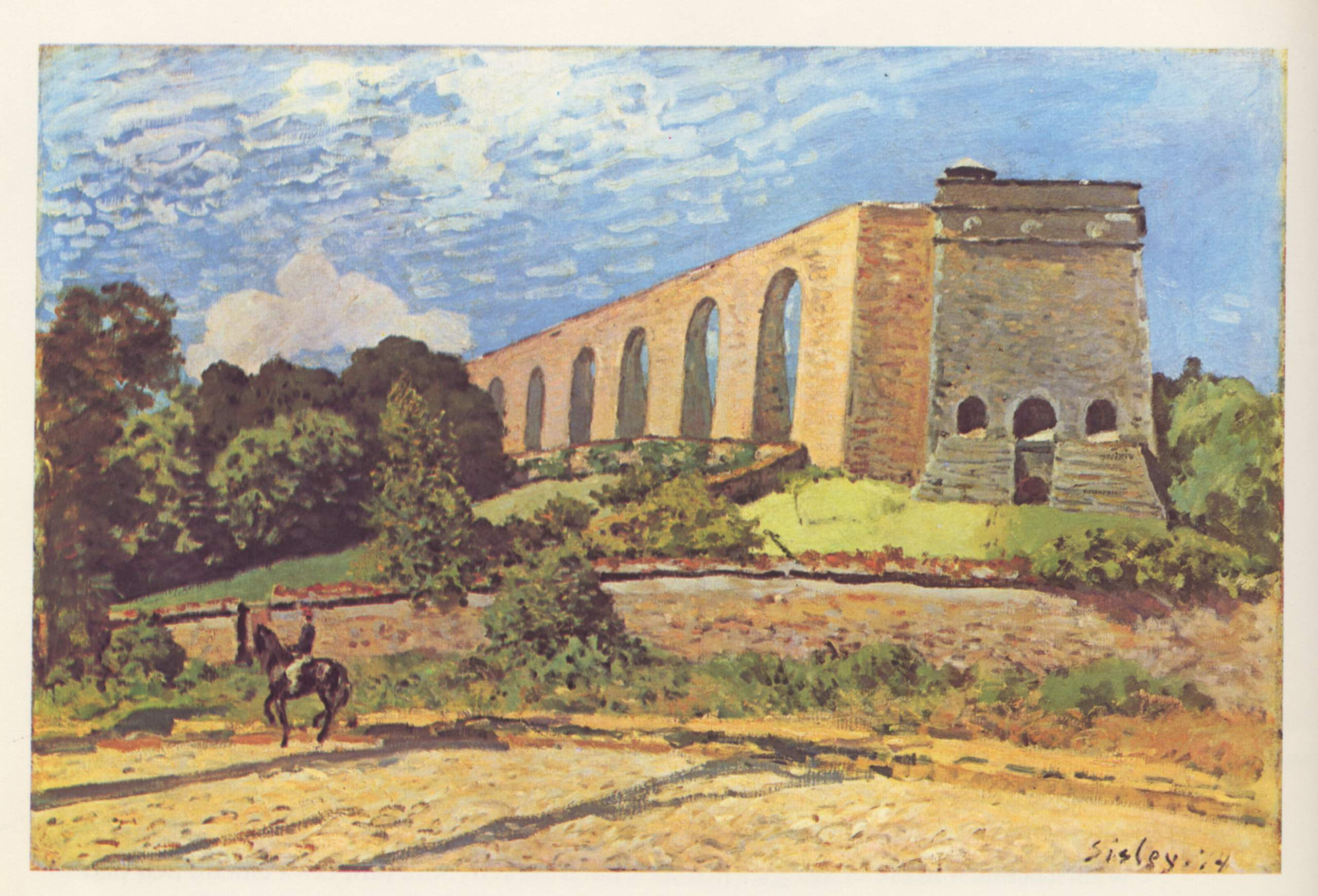
El acueducto de Marly pintado por Alfred Sisley, en 1874. Vista de la torre de Levante, ya que la pendiente de la torre del Sena, donde el agua bombeada llegabá por la máquina de Marly.